# ジミー・マケーブ
ジミー・マケーブ（Jimmy Mccabe、1928年1月7日 - ）は、アメリカ合衆国出身の元プロ野球選手（内野手）。

## 来歴・人物
アメリカ球界に在籍していたが、メジャーリーグの経験は無い。
1954年の途中にサル・レッカと共に高橋ユニオンズに在籍し、シーズンを通じ主に4番ショートに座った。シーズンで6本の三塁打、20の盗塁を記録しているが、1年で退団した。
帰国後はハワイの非白人系独立リーグであるハワイ・ベースボール・リーグ(HBL)に所属、1955年にホノルル・ブレーブスの遊撃手として、高橋時代のチームメイトであったジム・ドゥールが所属するルーラル・レッドソックスとシーズン終盤まで優勝争いを繰り広げた事績が記録されている。

## 詳細情報

### 年度別打撃成績
| 年 度     | 球 団     | 試 合 | 打 席 | 打 数 | 得 点 | 安 打 | 二 塁 打 | 三 塁 打 | 本 塁 打 | 塁 打 | 打 点 | 盗 塁 | 盗 塁 死 | 犠 打 | 犠 飛 | 四 球 | 敬 遠 | 死 球 | 三 振 | 併 殺 打 | 打 率 | 出 塁 率 | 長 打 率 | O P S |
| --------- | --------- | ----- | ----- | ----- | ----- | ----- | -------- | -------- | -------- | ----- | ----- | ----- | -------- | ----- | ----- | ----- | ----- | ----- | ----- | -------- | ----- | -------- | -------- | ----- |
| 1954      | 高橋      | 99    | 370   | 333   | 36    | 69    | 15       | 6        | 3        | 105   | 35    | 20    | 7        | 3     | 3     | 30    | --    | 1     | 67    | 7        | .207  | .275     | .315     | .590  |
| 通算：1年 | 通算：1年 | 99    | 370   | 333   | 36    | 69    | 15       | 6        | 3        | 105   | 35    | 20    | 7        | 3     | 3     | 30    | --    | 1     | 67    | 7        | .207  | .275     | .315     | .590  |

### 背番号
- 63 （1954年）